# 里努奇尼小堂

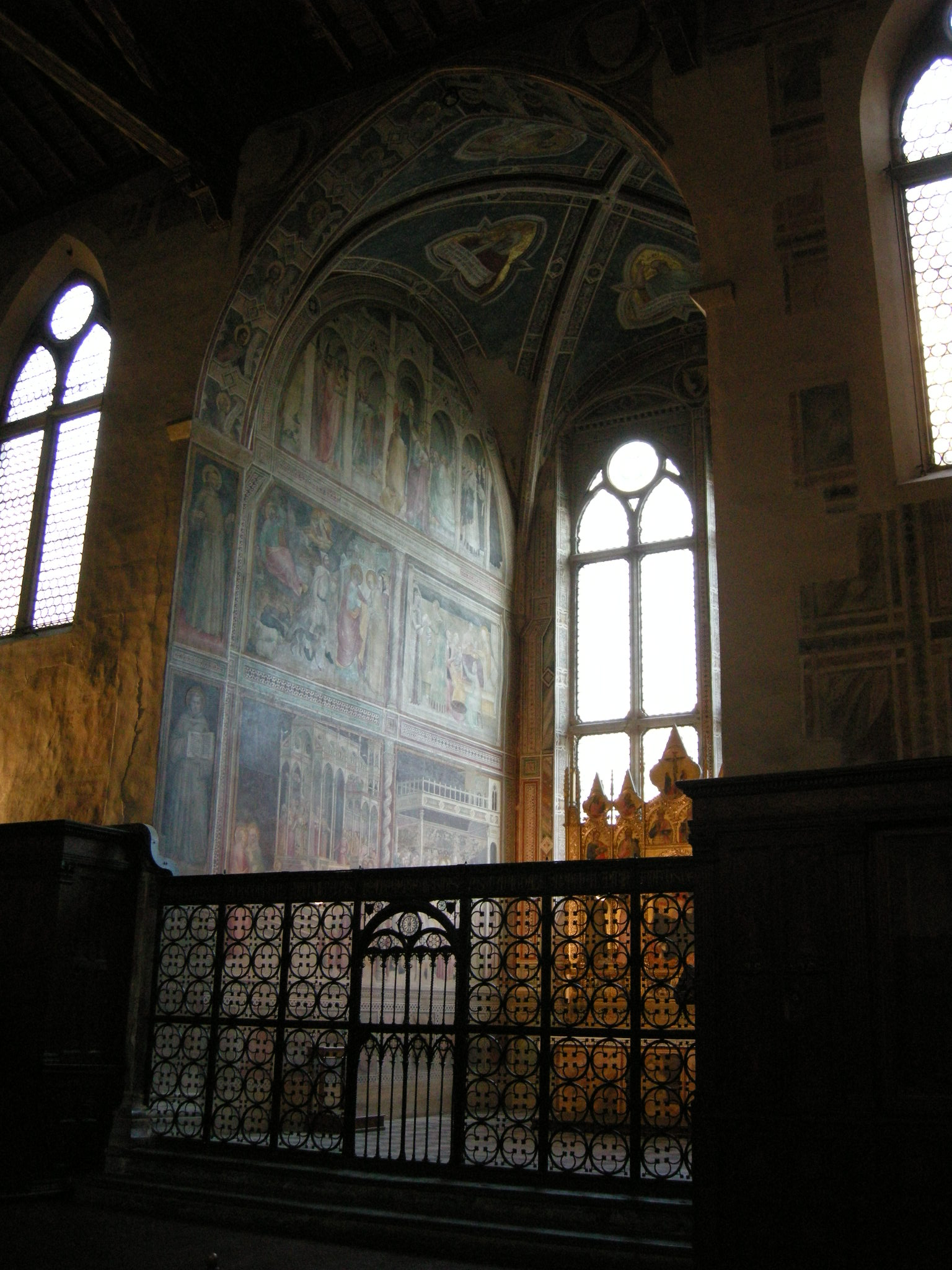

里努奇尼小堂（意大利语：Cappella Rinuccini）是意大利托斯卡纳大区佛罗伦萨圣十字圣殿（意大利语：Basilica di Santa Croce）内的一个小圣堂，建于1363 - 1366年，其东侧朝向祭衣间（由耳堂的右侧进入）。小堂内上下两层的湿壁画分别由瓦尼·达·米兰诺（Govanni da Milano）和马特奥·迪·帕奇诺（Matteo di Pacino）完成 。
小堂左右两侧墙壁上的湿壁画，分别对称地描绘两个玛利亚（圣母玛利亚和玛利亚·玛达肋纳）的生平： 
- 半月楣描绘一个痛苦的插曲，
- 中层和下层：画板分别描绘室内和室外的场景

## 左墙：《圣母玛利亚生平》系列

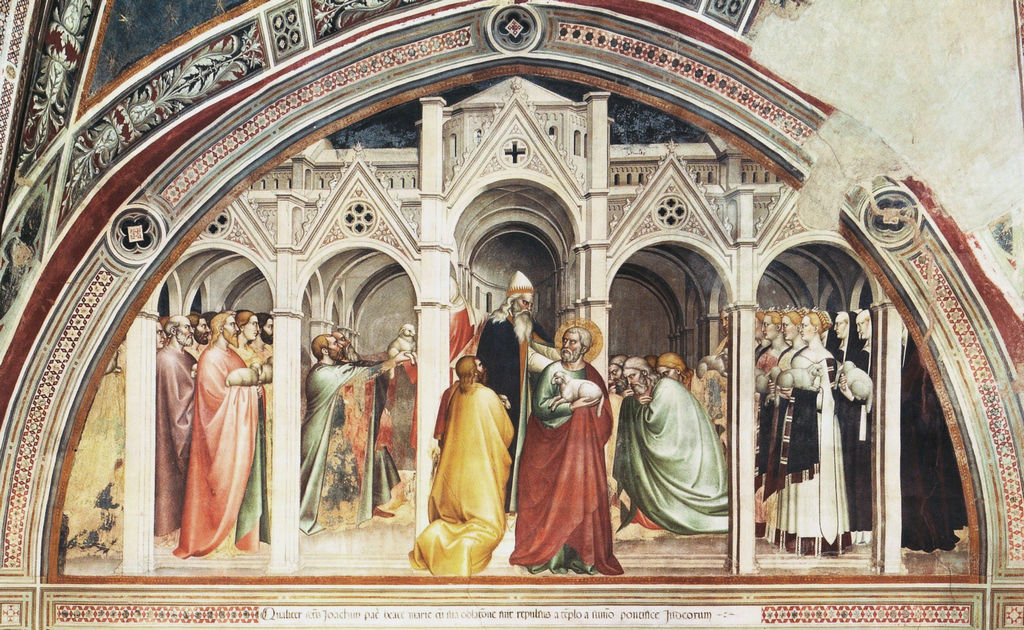
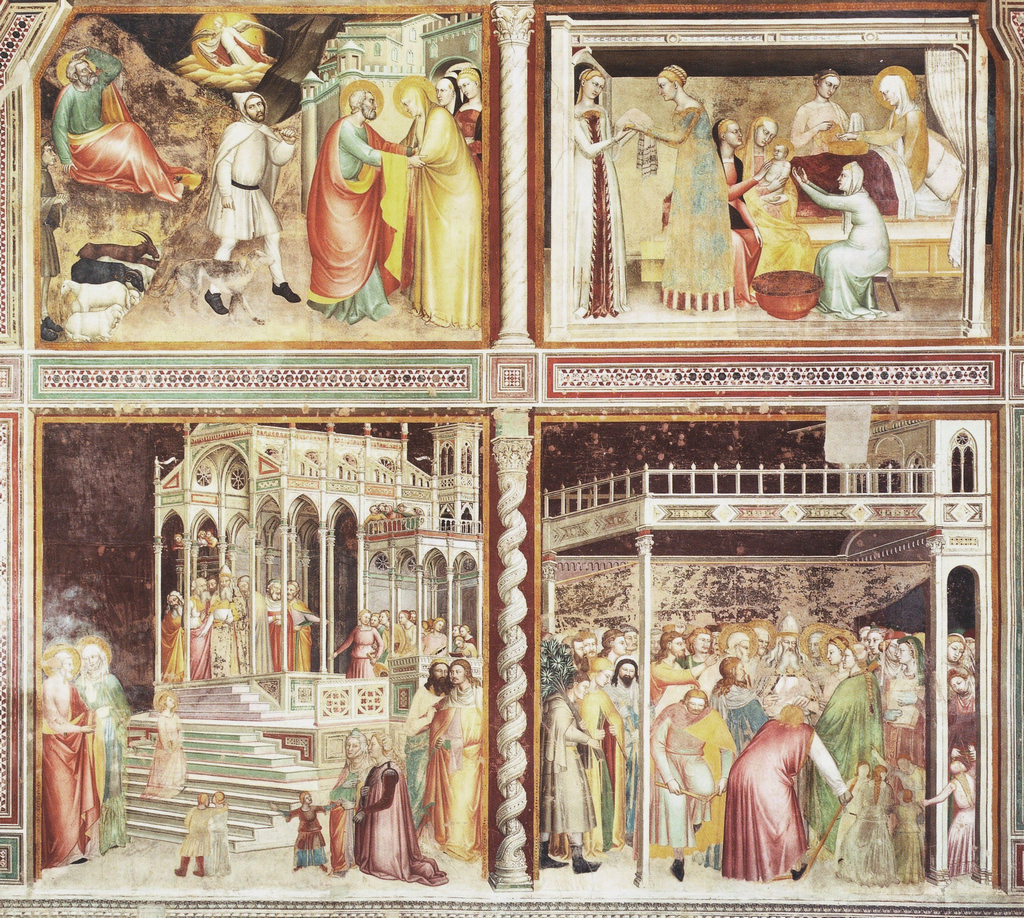

上层由乔瓦尼·达·米兰诺（Govanni da Milano）完成
（从顶部起）
- 半月楣：《若亚敬逐出圣殿》（315乘520厘米）
- 《若亚敬的梦》（215乘270厘米）
- 《金门相遇》
- 《圣母圣诞》

下层由马特奥·迪·帕奇诺（Matteo di Pacino）完成：
- 《圣母进圣殿》
- 《圣母的婚礼》

## 右墙：《玛利亚·玛达肋纳生平》系列

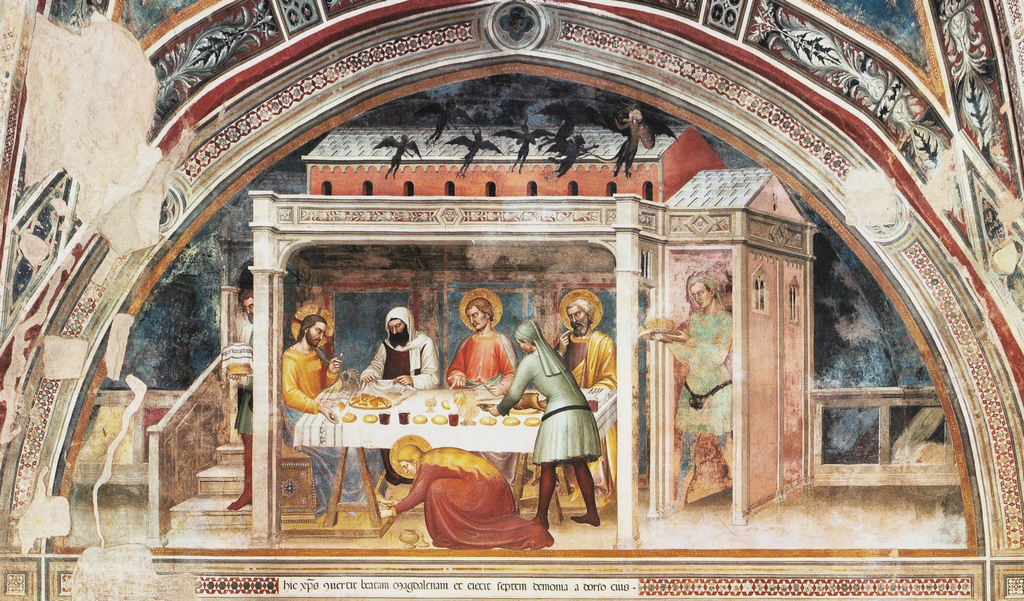
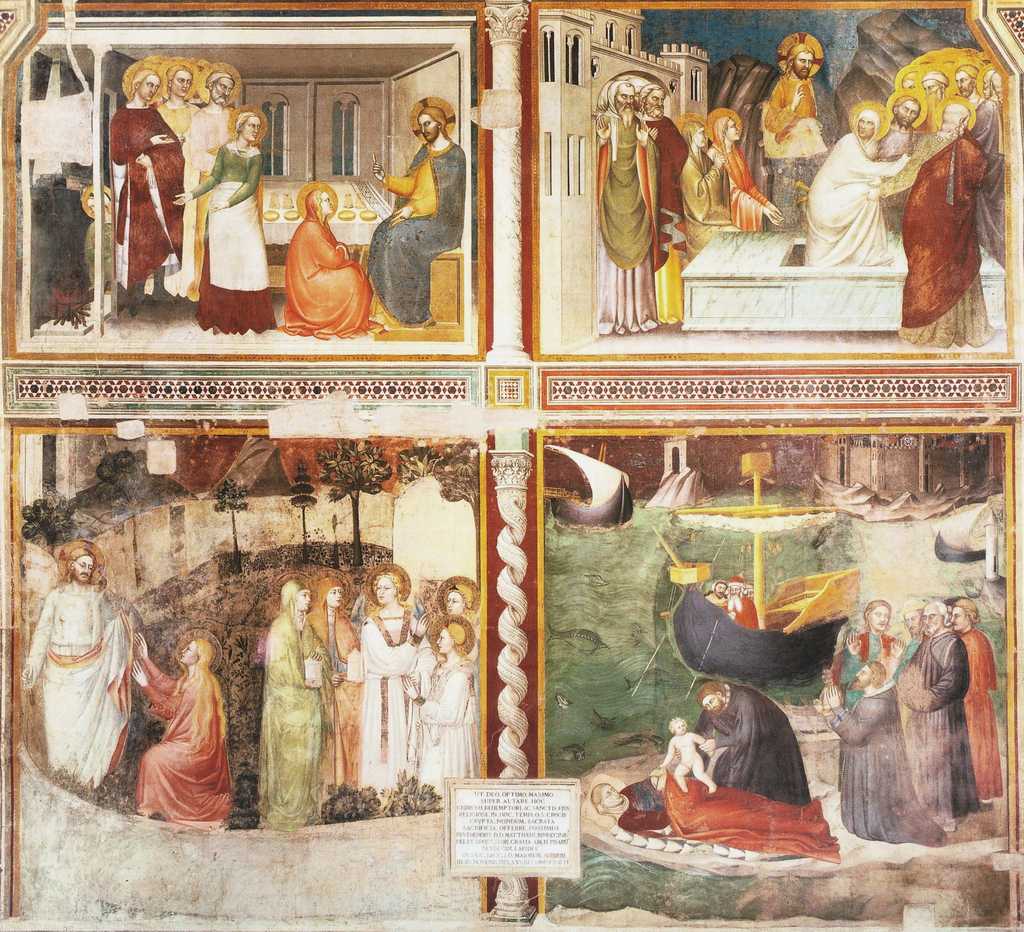

上层由乔瓦尼·达·米兰诺（Govanni da Milano）完成
- 半月楣：《在法利赛人西门家作客》（315乘520厘米）
- 《基督、玛利亚和玛尔大》（215乘270厘米）

下层由马特奥·迪·帕奇诺（Matteo di Pacino）完成：
- 《拉匝祿的复活》
- 《不要摸我》
- 《马赛王子与被圣人救出的妻子和孩子团聚》

## 拱顶
- 《基督祝福》
- 《四位先知》

## 底部
- 十二使徒半身像

## 柱子
柱子上，描绘了四位方济各会圣徒：
- 中层：圣方济各、图卢兹的圣路易
- 下层：帕多瓦的圣安多尼和另一位方济各会圣人

## 入口
入口可追溯到1371年。

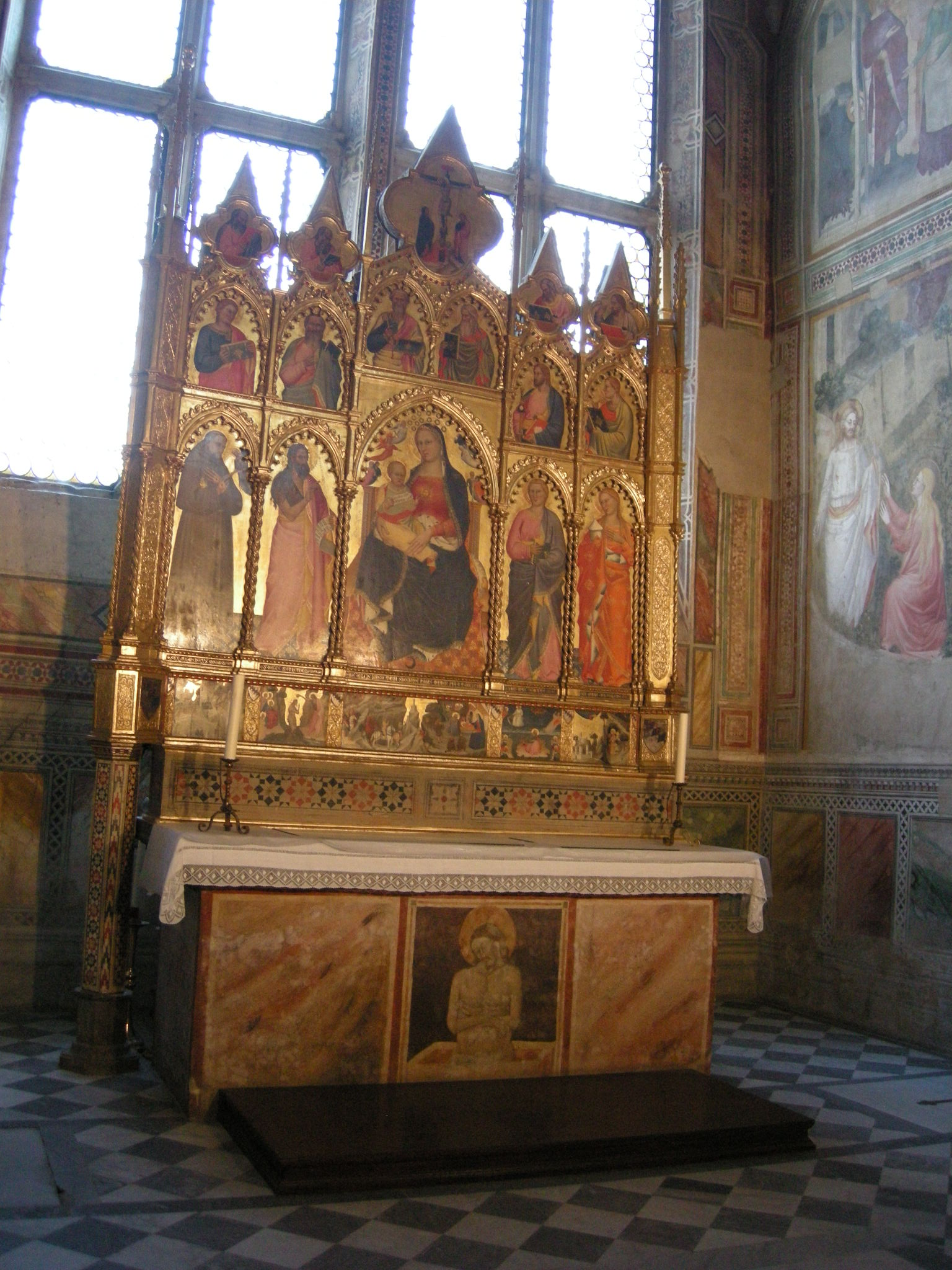
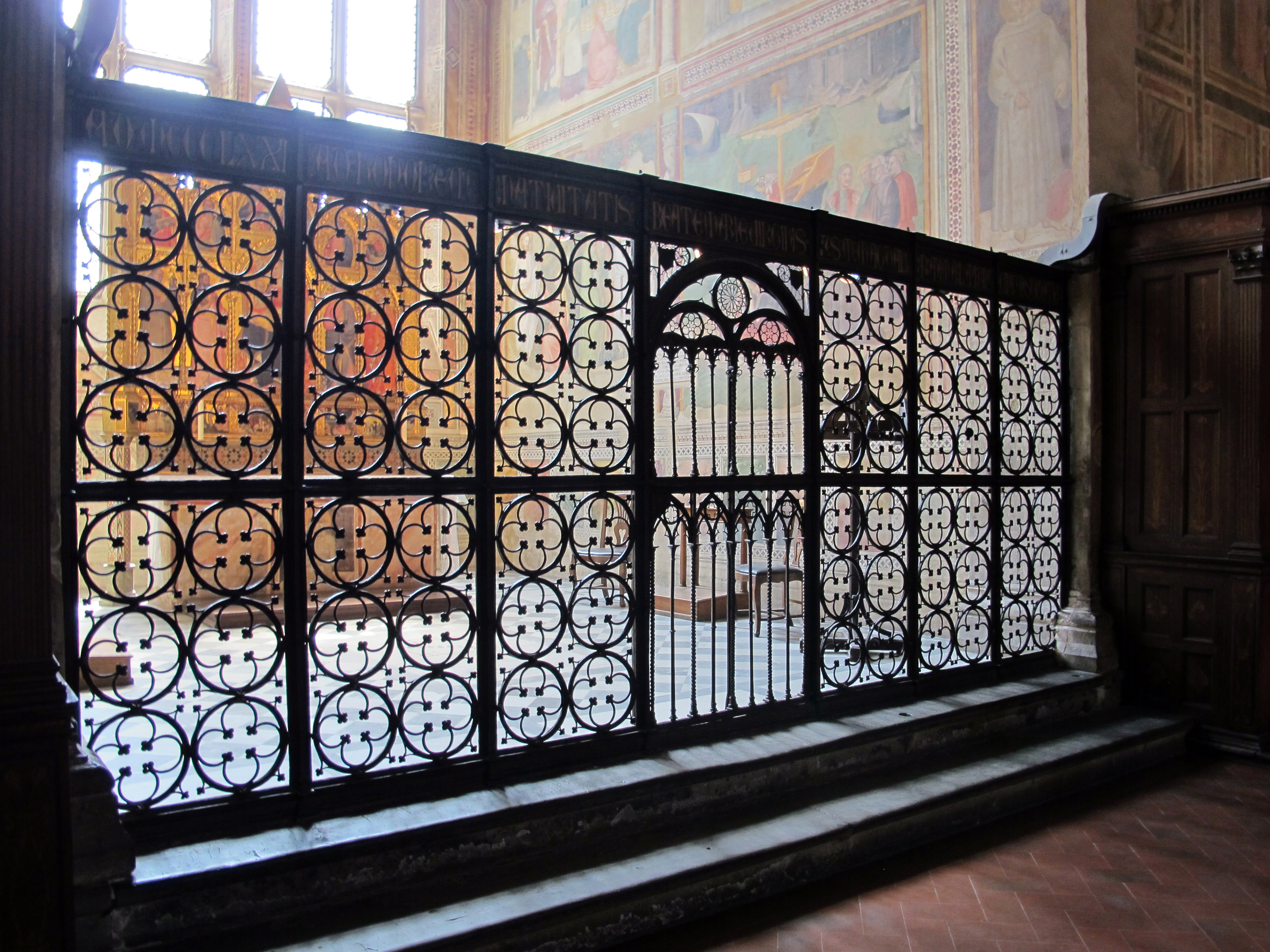
入口